# Eccellenza Marche 2004-2005
Il campionato italiano di calcio di Eccellenza regionale 2004-2005 è stato il quattordicesimo organizzato in Italia. Rappresenta il sesto livello del calcio italiano.
Questi sono i gironi organizzati dal Comitato Regionale Marche.

## Squadre partecipanti
| Squadra                          | Città (provincia)       |
| -------------------------------- | ----------------------- |
| A.S.D. Biagio Nazzaro 1922       | Chiaravalle (AN)        |
| U.S. Caldarola A.P.D.            | Caldarola (MC)          |
| A.S.D. Camerino Calcio           | Camerino (MC)           |
| A.S.D. Centobuchi                | Monteprandone (AP)      |
| Civitanovese Calcio S.r.l.       | Civitanova Marche (MC)  |
| U.S. Falco Acqualagna            | Acqualagna (PU)         |
| S.S.D. Jesina Calcio S.r.l.      | Jesi (AN)               |
| S.S. J.R.V.S. Ascoli             | Ascoli Piceno (AP)      |
| U.S. Lucrezia Calcio 1966        | Cartoceto (PU)          |
| A.C. Maceratese                  | Macerata (MC)           |
| S.S. Matelica                    | Matelica (MC)           |
| A.C. Mondolfo                    | Mondolfo (PU)           |
| U.S. Montegiorgese               | Montegiorgio (AP)       |
| A.S.D. Calcio Porto Sant'Elpidio | Porto Sant'Elpidio (AP) |
| A.C. Real Vallesina              | Moie (AN)               |
| U.S. Urbisalviense               | Urbisaglia (MC)         |
| U.S. Vigor Senigallia A.S.D.     | Senigallia (AN)         |

## Aggiornamenti
Per la prima volta il torneo venne disputato da 17 formazioni: il comitato regionale non procedette a un ulteriore ripescaggio per evitare il turno di riposo. Si rivedeva per la prima volta dalla stagione di esordio la Maceratese, retrocessa dalla Serie D insieme alla Vigor Senigallia. Dalla Promozione risaliva la Biagio Nazzaro, assente dal 1995-96. Altre novità erano la Civitanovese, sprofondata in Promozione dopo una mancata iscrizione in Serie D, e il Matelica al debutto.
La Maceratese dominò il campionato e tornò immediatamente in Serie D. Nei playoff regionali prevalse la Vigor Senigallia che giunse quinta durante la stagione regolare. I rossoblu verranno beffati all'ultimo minuto nella finale degli spareggi nazionali e non riuscirono a emulare la Maceratese.
La J.R.V.S. Ascoli terminò ultima e abbandonò la categoria, accompagnata da Mondolfo e Matelica, sconfitte nei playout.

## Classifica finale
|  | Pos. | Squadra            | Pt | G  | V  | N  | P  | GF | GS | DR  |
|  | ---- | ------------------ | -- | -- | -- | -- | -- | -- | -- | --- |
|  | 1.   | Maceratese         | 70 | 32 | 20 | 10 | 2  | 44 | 19 | +25 |
|  | 2.   | Biagio Nazzaro     | 50 | 32 | 12 | 14 | 6  | 35 | 23 | +12 |
|  | 3.   | Jesina             | 48 | 32 | 12 | 12 | 8  | 40 | 34 | +6  |
|  | 4.   | Urbisalviense      | 48 | 32 | 13 | 9  | 10 | 41 | 33 | +8  |
|  | 5.   | Vigor Senigallia   | 47 | 32 | 12 | 11 | 9  | 32 | 26 | +6  |
|  | 6.   | Caldarola          | 46 | 32 | 10 | 16 | 6  | 28 | 24 | +4  |
|  | 7.   | Civitanovese       | 44 | 32 | 10 | 14 | 8  | 30 | 25 | +5  |
|  | 8.   | Real Vallesina     | 44 | 32 | 10 | 14 | 8  | 29 | 29 | 0   |
|  | 9.   | Falco Acqualagna   | 42 | 32 | 11 | 9  | 12 | 34 | 29 | +5  |
|  | 10.  | Lucrezia           | 42 | 32 | 10 | 12 | 10 | 29 | 26 | +3  |
|  | 11.  | Centobuchi         | 42 | 32 | 10 | 12 | 10 | 30 | 30 | 0   |
|  | 12.  | Camerino           | 41 | 32 | 10 | 11 | 11 | 35 | 39 | -4  |
|  | 13.  | Montegiorgio       | 41 | 32 | 10 | 11 | 11 | 32 | 39 | -7  |
|  | 14.  | Porto Sant'Elpidio | 34 | 32 | 8  | 10 | 14 | 30 | 45 | -15 |
|  | 15.  | Matelica           | 33 | 32 | 8  | 9  | 15 | 27 | 38 | -11 |
|  | 16.  | Mondolfo           | 30 | 32 | 7  | 9  | 16 | 29 | 39 | -10 |
|  | 17.  | J.R.V.S. Ascoli    | 18 | 32 | 3  | 9  | 20 | 18 | 45 | -27 |

## Spareggi

### Play-off

#### Semifinali
| Squadra 1        | Totale | Squadra 2                  | Andata | Ritorno |
| ---------------- | ------ | -------------------------- | ------ | ------- |
| Urbisalviense    | 2 - 2  | Jesina                     | 1 - 1  | 1 - 1   |
| Vigor Senigallia | 1 - 0  | Biagio Nazzaro Chiaravalle | 0 - 0  | 1 - 0   |

##### Andata
| ??? 2005 | Urbisalviense | 1 – 1 | Jesina |  |

| ??? 2005 | Vigor Senigallia | 0 – 0 | Biagio Nazzaro Chiaravalle |  |

##### Ritorno
| ??? 2005 | Jesina | 1 – 1 | Urbisalviense |  |

| ??? 2005 | Biagio Nazzaro Chiaravalle | 0 – 1 | Vigor Senigallia |  |

#### Finale
| Squadra 1        | Risultato | Squadra 2 |
| ---------------- | --------- | --------- |
| Vigor Senigallia | 3 - 2     | Jesina    |

| ??? 2005 | Vigor Senigallia | 3 – 2 | Jesina |  |

### Spareggio play-out
| Squadra 1    | Risultato       | Squadra 2 |
| ------------ | --------------- | --------- |
| Montegiorgio | x - x (5-6 dcr) | Camerino  |

| 8 maggio 2005                                | Montegiorgio         | x – x (d.t.s.) | Camerino |  |
| \| \| \| \| \| \| Tiri di rigore 5 – 6 \| \| |                      |                |          |  |
|                                              |                      |                |          |  |
|                                              | Tiri di rigore 5 – 6 |                |          |  |

### Play-out
| Squadra 1 | Totale | Squadra 2          | Andata | Ritorno |
| --------- | ------ | ------------------ | ------ | ------- |
| Matelica  | 3 - 3  | Porto Sant'Elpidio | 2 - 1  | 1 - 2   |
| Mondolfo  | 0 - 1  | Montegiorgio       | 0 - 1  | 0 - 0   |

#### Andata
| ??? 2005 | Matelica | 2 – 1 | Porto Sant'Elpidio |  |

| ??? 2005 | Mondolfo | 0 – 1 | Montegiorgio |  |

#### Ritorno
| ??? 2005 | Porto Sant'Elpidio | 2 – 1 | Matelica |  |

| ??? 2005 | Montegiorgio | 0 – 0 | Mondolfo |  |